# 宇都宮地方気象台

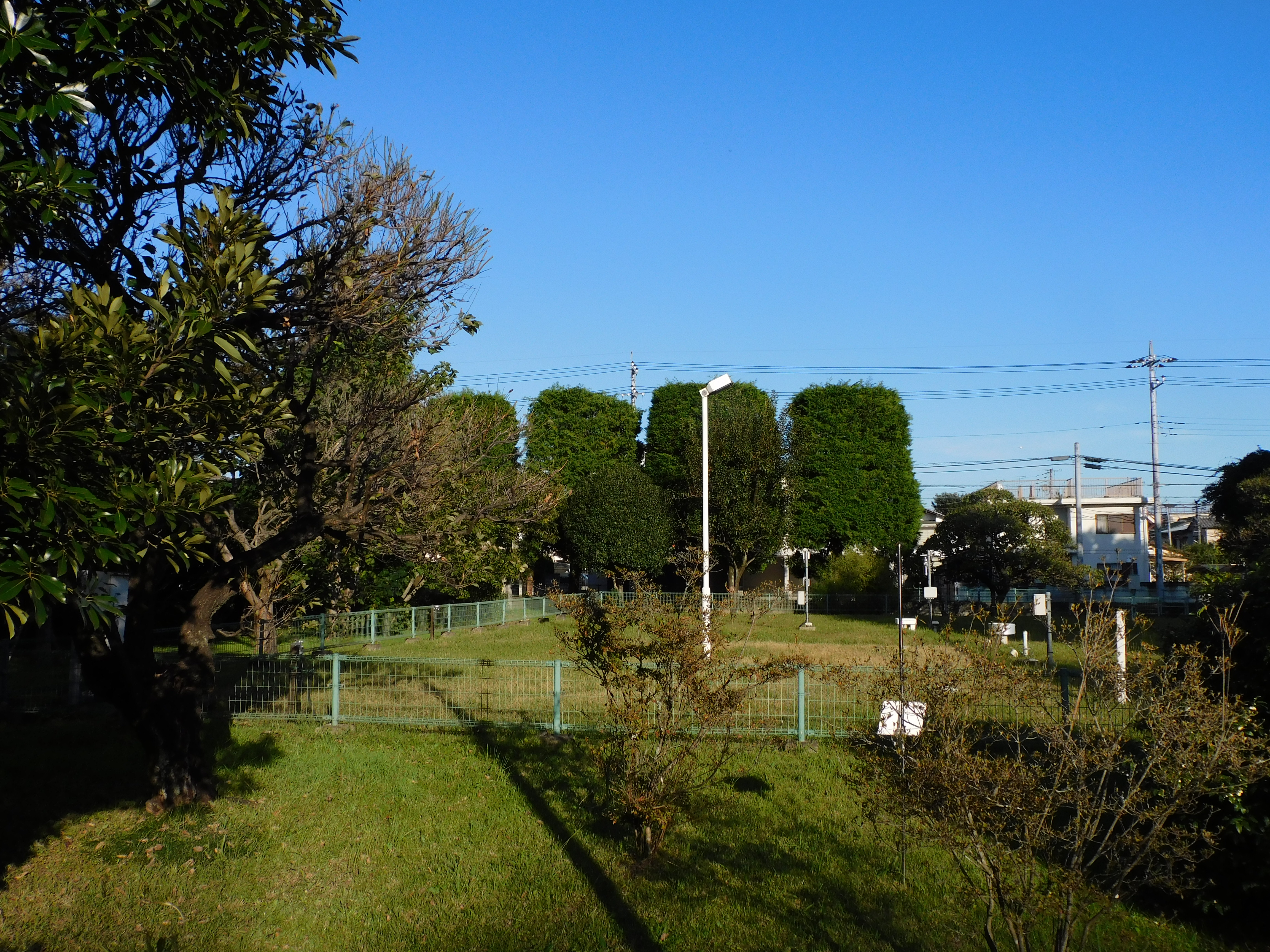
観測圃場

宇都宮地方気象台（うつのみやちほうきしょうだい）は、栃木県宇都宮市明保野町1-4に所在する地方気象台。

## 概要
東京管区気象台の管轄下にあり、栃木県内の地上気象観測、地域気象観測（アメダス）、生物季節観測からなる気象観測業務、予報業務、地震情報・防災・広報業務を行っている。
所在地は、栃木県宇都宮市明保野町1-4の宇都宮第2地方合同庁舎6階。

## 歴史
1887年（明治20年）に勅令第41号と内務省告示第4号により宇都宮に測候所を置くことが決まり、1890年（明治23年）8月15日に栃木県測候所の庁舎が竣工し、観測業務を開始した。当時は県営で、当初栃木県庁の構内への設置が検討されたが、地形が不適当と判断されたため、県庁のある塙田地内の北緯36度34分 東経139度53分 / 北緯36.567度 東経139.883度の地点に設置された。1893年（明治26年）10月には天気予報の発表を開始した。
1935年（昭和10年）1月1日に明保野町の現在地へ移転した。当時の敷地面積は3,159坪（≒10,443 m2）であった。1939年（昭和14年）、国営に移管した。

## 天気予報区分
栃木県北部
- 日光市 - 日光市足尾、日光市今市、日光市栗山、日光市日光、日光市藤原
- 那須地域 - 大田原市、那須塩原市、矢板市、塩谷町、那須町

栃木県南部
- 県央部 - 宇都宮市、さくら市、上三川町、高根沢町
- 南西部 - 足利市、小山市、鹿沼市、佐野市、下野市、栃木市、野木町、壬生町
- 南東部 - 那須烏山市、真岡市、市貝町、那珂川町、芳賀町、益子町、茂木町